# (1440) Rostia
(1440) Rostia es el asteroide número 1440 situado en el cinturón principal. Fue descubierto por el astrónomo Karl Wilhelm Reinmuth  desde el observatorio de Heidelberg, el 11 de octubre de 1937. Su designación alternativa es 1937 TF. Está posiblemente nombrado en honor del astrónomo alemán Johann Leonhard Rost (1688-1727).